# Pselaphelia dentifera
Pselaphelia dentifera är en fjärilsart som beskrevs av J. Peter Maassen och Gustav Weymer 1886. Pselaphelia dentifera ingår i släktet Pselaphelia och familjen påfågelsspinnare. Inga underarter finns listade i Catalogue of Life.